# Ceratocephalus grayanus
Ceratocephalus grayanus là một loài chân đều trong họ Sphaeromatidae. Loài này được Woodward miêu tả khoa học năm 1877.